# Секс и ничего лишнего
«Секс и ничего лишнего» (англ. My Awkward Sexual Adventure) — фильм канадского производства, вышедший на экраны в 2012 году.

## Сюжет
Бухгалтер из Виннипега Джордан, добившейся, наконец, взаимности от девушки, которую давно любил, не в состоянии угодить её запросам в постели. Девушка просит перерыва в отношениях и Джордан отправляется в Торонто пожить у своего друга Дендака, который советует выкинуть из головы несостоявшуюся любовь и пробовать общаться с другими женщинами.
Однако, Джордан, продолжая скучать по бывшей подруге, пытается заставить её ревновать. Но из этого ничего не выходит. И тогда герой просит новую знакомую стриптизёршу Джулию стать личным сексуальным наставником. В борьбу с сексуальной неуверенностью входят, например, посещение интим-массажа или переодевание в женскую одежду.

## В ролях
| Актёр              | Роль    |
| ------------------ | ------- |
| Эмили Хэмпшир      | Джулия  |
| Йонас Черник       | Джордан |
| Сара Маннинен      | Рэйчел  |
| Вик Сахай          | Дендак  |
| Мелисса Мари Елиас | Рэшма   |